# Lengkongjaya (Karangpawitan)
Lengkongjaya is een bestuurslaag in het regentschap Garut van de provincie West-Java, Indonesië. Lengkongjaya telt 5239 inwoners (volkstelling 2010).